# Manteiga de iaque

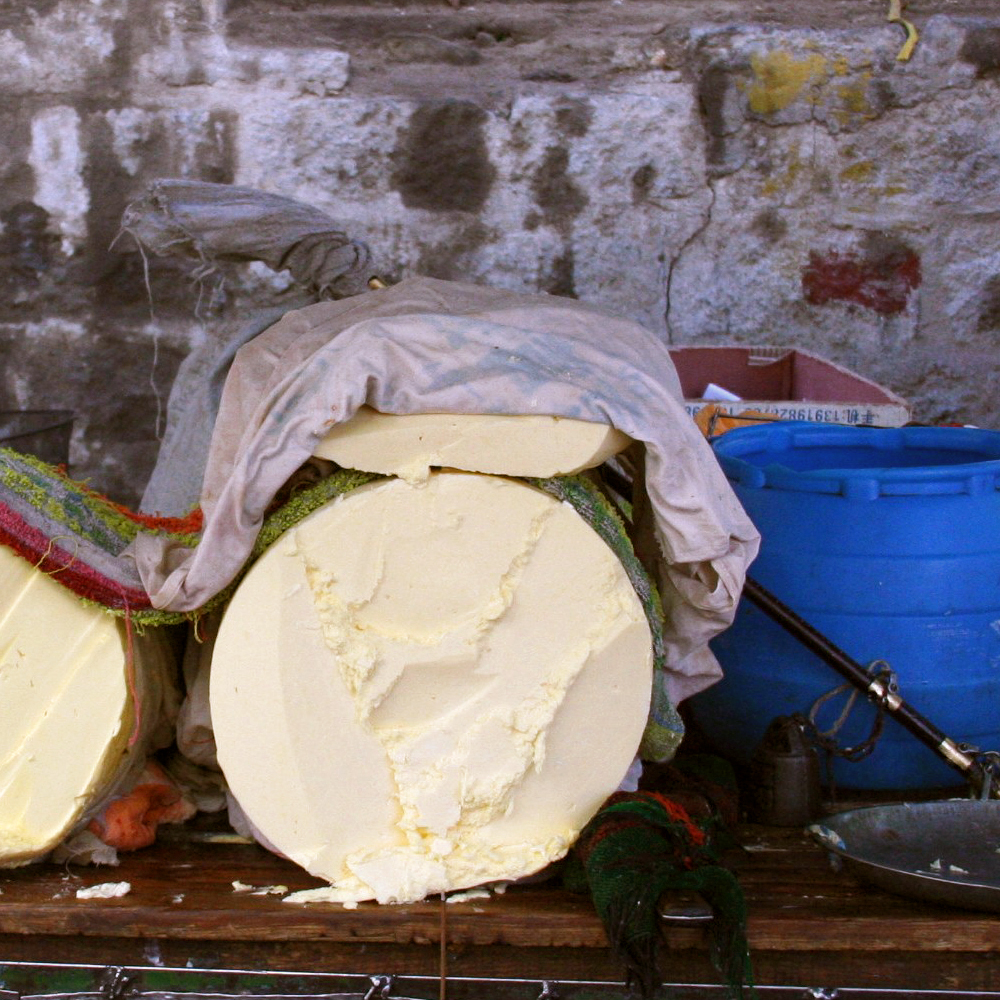
Manteiga de iaque a venda em mercado de rua

Manteiga de iaque é um tipo de manteiga feita a partir do leite da fêmea domesticada do iaque, conhecido no Tibete como Dri འབྲི། (Bos grunniens). É um alimento básico e um item comercial nas comunidades de pastoreio do sul da Ásia Central e do Planalto do Tibete, em locais como China, Índia, Mongólia, Nepal e Tibete.
Leite de iaque integral tem cerca de duas vezes o teor de gordura de leite de vaca integral, produzindo uma manteiga com uma textura mais próxima da do queijo. 

## Produção

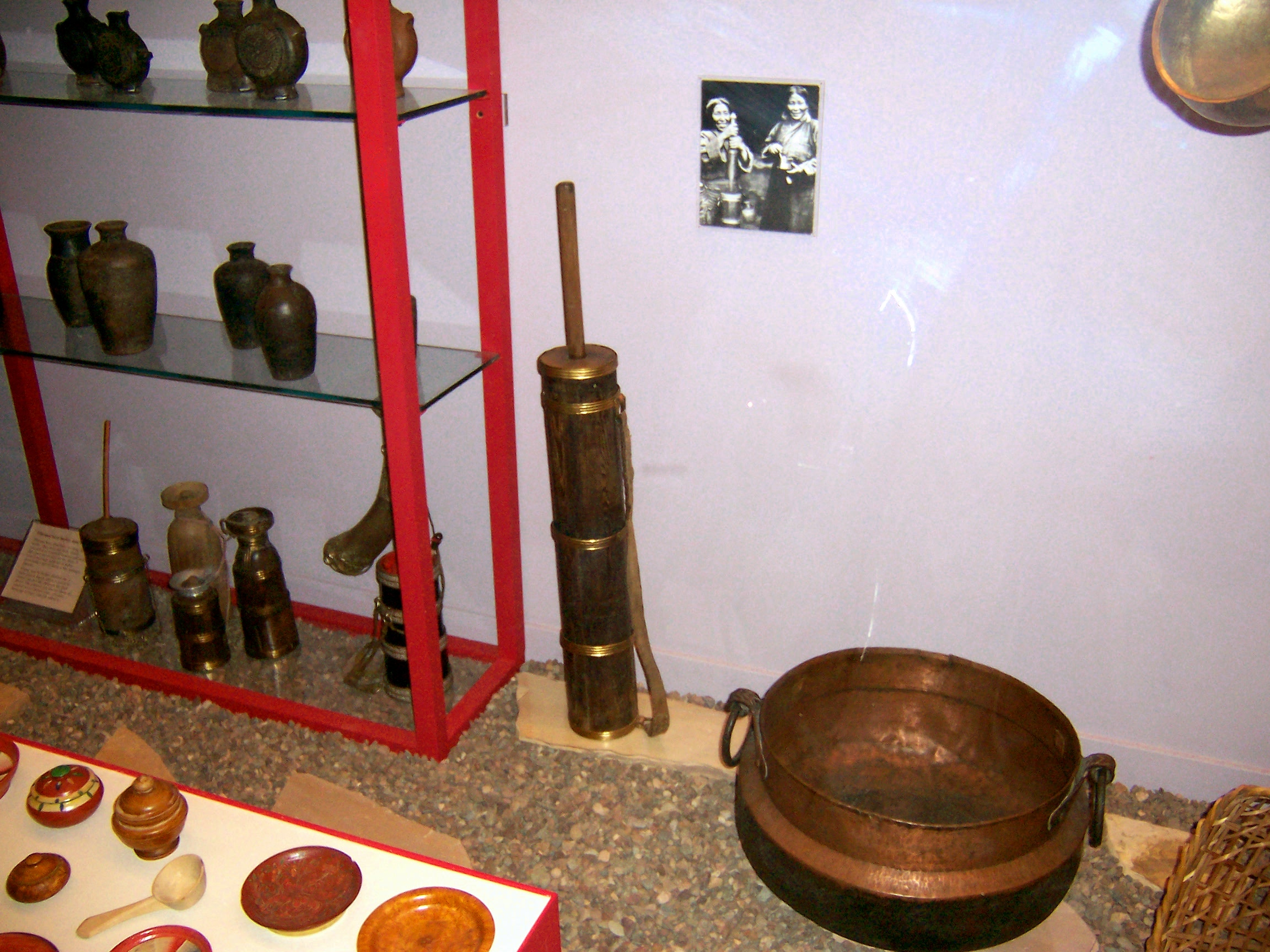
Batedeira de manteiga, com outros utensílios de cozinha do Tibete. A alça para carregar e seu pequeno tamanho refletem as adaptações ao uso nômade.

Iaques fornecem aos seus pastores diversos benefícios, incluindo esterco para combustível, carne,  fibra e leite. Nem todas as comunidades de pastoreio de iaque usam leite ou fazem manteiga, apesar de em regiões de pastoreios montanhosos a prática ser comum. Cada iaque produz pouco leite, então apenas em grandes rebanhos a quantidade de leite produzida é significativa. O leite é muito mais abundante no verão do que no inverno; transformar leite fresco em queijo ou manteiga é uma forma de guardar calorias para uso posterior.
No Tibete ocidental, o leite de iaque primeiro é deixado fermentar por uma noite. No verão, a substância similar a iogurte obtida é batida por volta de uma hora, batendo-se com uma espátula de madeira em uma batedeira alta, do mesmo material. No inverno, o iogurte é acumulado por alguns dias, e então despejado em um estômago de ovelha inflado e mexido até que a manteiga se forme.
Manteiga de iaque fresca pode ser preservada por até um ano quando não exposta ao ar e guardada em condições secas e frescas. Pode ser colocada em sacos de estômago de ovelha, envolta em pele de iaque, ou embrulhada em grandes folhas de rododendro. O contato com o ar faz com que a manteiga de iaque se decomponha mais rapidamente, criando fragmentos de mofo azul semelhante ao de queijo azul.

## Uso

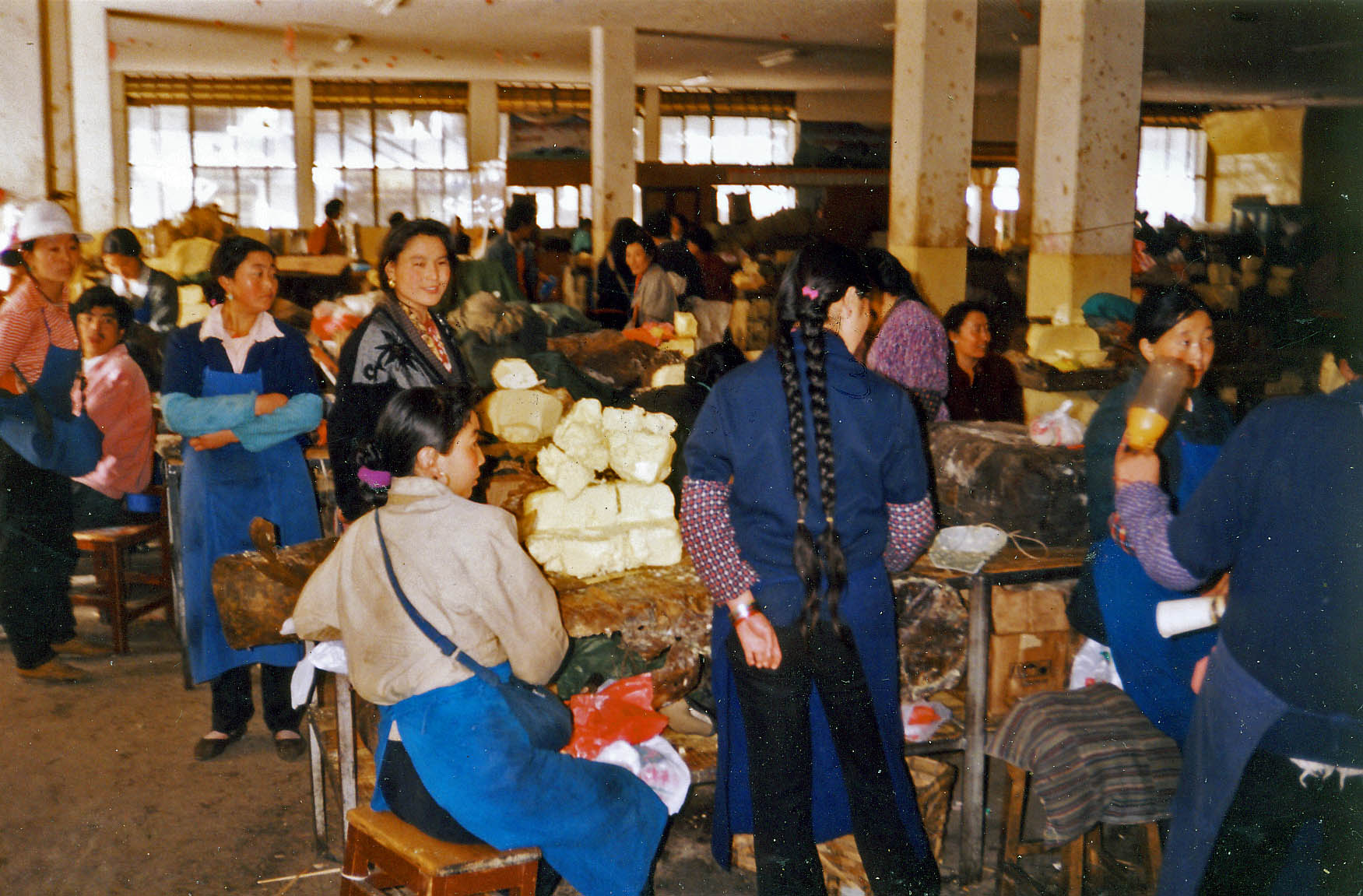
Manteiga de iaque em mercado em Tromzikhang, 1993.

Chá de manteiga de iaque é um prato  básico diário em toda a região do Himalaia e normalmente é feito com manteiga de iaque, chá, sal e água batidos até se tornar espuma. É a "bebida tibetana nacional", com os Tibetanos bebendo mais de sessenta copos pequenos por dia para hidratação e nutrição necessária no frio de altas altitudes. 